# بريندا تشامب مان
بريندا تشاب مان (1 نوفمبر عام 1967 -) (بالإنجليزية: Brenda Chapman)‏ هي كاتبة أمريكية، وفنانة قصص رسوم متحركة، ومخرجة. كانت أول امرأه أتيح لها إخراج فلم رسوم متحركة رئيسي يدعى أمير مصر من استديو رئيس وهو دريم ووركس للرسوم المتحركة.
ساعدت في إخراج فلم ديزني بكسار المسمى ببرايف (الشجاعة) مما جعلها أول أمرأه تفوز بجائزه أكاديمي آوارد لأفضل فلم رسوم متحركة رئيس.

## حياتها وعملها
ولدت في بيسون في إلينوي وكانت أصغر أشقائها الخمسة ودرست الرسوم المتحركة في معهد كاليفورنيا للفنون. بدأت عملها الاحترافي خلال عطلة الصيف في syndicated television animation .
بعد تخرجها حاصلة على بكالوريوس الفنون الجميلة في تصميم شخصيات الرسوم المتحركة، كانت متدربة لإنتاج قصة فلم ديزني للرسوم المتحركة المسمى بحورية البحر فكانت واحدة من أهم فناني إنتاج قصة الجميلة والوحش لديزني حيث عملت بالقرب مع مدير شركة ديزني المستقبلي روجر آليرز معرفة عن الجديد من الرسوم المتتابعة والمتكررة المستخدمة في الفلم. وخدمت بعد ذلك كرئيسة لإنتاج قصة الأسد الملك أحد أفلام ديزني الكلاسيكية لتصبح بذلك أول امرأه تتولى منصب كهذا في منتج فلم للرسوم المتحركة.
كما عملت في إنتاج قصص وتطوير عدد من أفلام ديزني للرسوم المتحركة الأخرى مثل المنقذون، وأحدب نوتردام، وفانتازيا 2000 وأنضمت شركة دريم ووركس للرسوم المتحركة في بدايتها في خريف 1994.
كانت واحدة من فريق إخراج مكون من ثلاث مخرجين عملوا على إنتاج أمير مصر عام 1998 إلى جانب ستيف هايكر وسايمون ويلز. وأصبحت أول امرأه حصلت على دور لإخراج منتج رسوم متحركة من استديو رئيس.
وكان هناك ثلاثة آخرون قادوا جهود مستقلة قبلها وهم لوتر راينجر في مغامرات الأمير أحمد، جوي باشيلور في حديقة الحيوان وارنس سيلزيتش في فلم ذا كير بيرز.
كما عملت في فلم تشيكن رن (ركض الدجاجة) وعدة مشاريع في التطوير خلال عملها في شركة دريم ووركس.
انتقلت إلى بكسار في عام 2003 حيث حصل على مهمة بسيطة في فلم كارز (سيارات) قبل أن تبدأ في تطوير وإخراج فلم برايف (الشجاعة).
تولت تشاب مان المشروع وأعلن أنها المخرجة للفلم مما جعلها أول امرأه مخرجة لشركة بكسار ولكن في أكتوبر 2010 استبدلت بمارك أندروس الذي تبع معارضات إبداعية.
وكانت هناك إشاعات أنها تركت بكسار نتيجة لذلك ولكنها بقيت من الموظفين حتى إطلاق فلم برايف بقليل وبدأت بالعمل كمستشارة في فلم لوكاس في نهاية شهر يوليو عام 2012 حيث ساعدت في حل مشكلات قصته (سحر غريب).
حين سئلت عما إذا كانت ستعود لبكسار وأجابت «الباب مغلق. اتخذت القرار الصحيح في المغادرة وأوصدت إغلاق الباب. ليست لدي رغبة في العودة هناك. الجو والقيادة لا يناسباني.» كما صرحت أن إصدار تكملة فلم برايف أمر لا مفر منه.
عادت إلى رئيستها السابقة في عام 2013 وهي شركة دريم ووركس حيث كانت تعمل على تعديل كتاب للأطفال بطلته أنثى قوية ووصف أنه «مضحك وساحر وعاطفي»
كانت في 2015 تعمل على تطوير مشاريع لشركة إنتاج ليما تشاب مان مع زوجها كيفن ليما.
يعد فلم من ورط الأرنب روجر، وشريك، وخلطبيطة بالصلصة، وآب، وحكاية لعبة الجزء الثالث من الأفلام التي يجدر ذكرها.

## روابط خارجية
- بريندا تشامب مان على موقع IMDb (الإنجليزية)
- بريندا تشامب مان على موقع ألو سيني (الفرنسية)
- بريندا تشامب مان على موقع أول موفي (الإنجليزية)
- بريندا تشامب مان على موقع بوكس أوفيس موجو (الإنجليزية)
- بريندا تشامب مان على موقع قاعدة بيانات الأفلام السويدية (السويدية)
- بريندا تشامب مان على موقع قاعدة بيانات الفيلم (الإنجليزية)
- بريندا تشامب مان على موقع كينوبويسك (الروسية)